# 1952年の政治
1952年の政治（1952ねんのせいじ）では、1952年（昭和27年）の政治分野に関する出来事について記述する。

## できごと

### 1月
- 1月8日
  - 三木武吉、河野一郎ら会合。吉田茂首相の早期退陣と鳩山一郎を次期首相とする方針を再確認する。
  - 橋本龍伍厚生大臣と池田勇人大蔵大臣が戦死者遺族援護費をめぐり対立、橋本厚相が辞任。
- 1月16日 - 吉田首相、中国の正統政権に関するジョン・フォスター・ダレス宛書簡を公表。
- 1月18日 - 韓国大統領・李承晩が海洋主権宣言を行い、漁船立入禁止線を設定した（李承晩ライン）。
- 1月23日 - NHK（ラジオ）国会中継放送開始。

### 2月
- 2月6日 - イギリス国王ジョージ6世が崩御。エリザベス2世即位（戴冠は同年6月2日）。
- 2月8日 - 改進党結成。幹事長に三木武夫。
- 2月15日 - 吉田首相、日華平和条約交渉のため、河田烈元蔵相を全権とする代表団を台湾に派遣。
- 2月28日 - 日米行政協定調印。

### 3月
- 3月6日
  - 朝日新聞の世論調査で吉田内閣に対する支持率が33パーセントに低下（前回昭和26年9月の支持率は58パーセント）。
  - 吉田首相、参議院で「自衛のための戦力は違憲でない」と答弁する（3月10日訂正）。
- 3月29日 - 共産党の武装闘争方針による山村工作隊が東京都西多摩郡小河内村で検挙される。
- 3月 - 重光葵元外相、公職追放解除。

### 4月
- 4月1日 - 琉球政府発足。
- 4月12日 - 破防法などに反対する「労働法規改悪反対闘争委員会」参加の約40組合が第一波ゼネスト。
- 4月18日 - 「労働法規改悪反対闘争委員会」が第二波ゼネスト。
- 4月26日 - 日米行政協定に基づく日米協定（日米施設区域協定）調印。
- 4月28日
  - 日本国との平和条約、並びに日米安全保障条約発効。連合国軍最高司令部（GHQ）廃止。
  - 国民政府（台湾）との間に日華平和条約調印。中華人民共和国政府は「狂気の沙汰」と非難。

### 5月

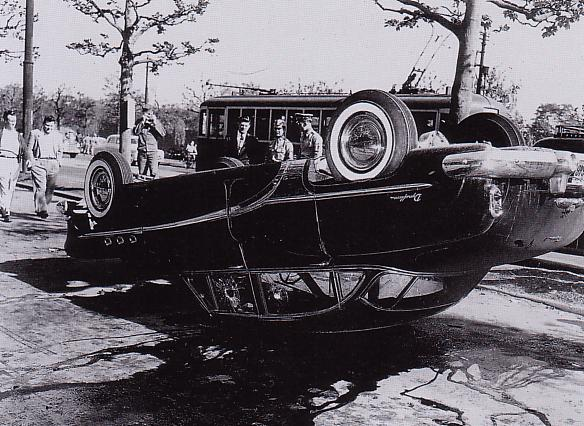
血のメーデー事件。独立後初のメーデーはデモ隊と警官隊の正面衝突を引き起こした。画像はデモ隊によって横転させられた自動車

- 5月1日 - 皇居前広場でデモ隊と警官隊が衝突（血のメーデー事件）。
- 5月13日 - 改進党党大会。総裁に重光葵が就任。

### 6月
- 6月2日 - 大分県で駐在所爆破事件（菅生事件）。
- 6月19日 - 日本政府、日本の国際連合加盟を申請（ソ連が拒否権を行使し加盟を妨害）。
- 6月24日 - 大阪府吹田市で朝鮮戦争記念デモ隊が警官隊と衝突（吹田事件）。

### 7月
- 7月1日 - 自由党議員総会で石田博英、倉石忠雄ら若手議員の反対により福永健司を幹事長に指名することに失敗（福永幹事長問題）。幹事長には林譲治が就任。
- 7月4日 - 破壊活動防止法成立。
- 7月21日 - 破壊活動防止法公布施行。公安調査庁発足。
- 7月23日 - パリ条約の発効により欧州石炭鉄鋼共同体が発足。
- 7月26日 - エジプトで国王ファルーク1世が廃位され、ヨーロッパへ亡命。生後半年のフアード2世が即位。

### 8月
- 8月1日 - 自治庁、保安庁などの新行政機構発足。
- 8月13日 - 国際通貨基金（IMF）に加盟。
- 8月26日 - 第14国会召集（8月28日解散）。
- 8月28日 - 衆議院解散（抜き打ち解散）。

### 9月
- 9月29日 - 自由党、石橋湛山と河野一郎を除名処分。

### 10月

第25回総選挙後の衆議院における党派別勢力図　前回躍進した共産党は一転、全滅した。

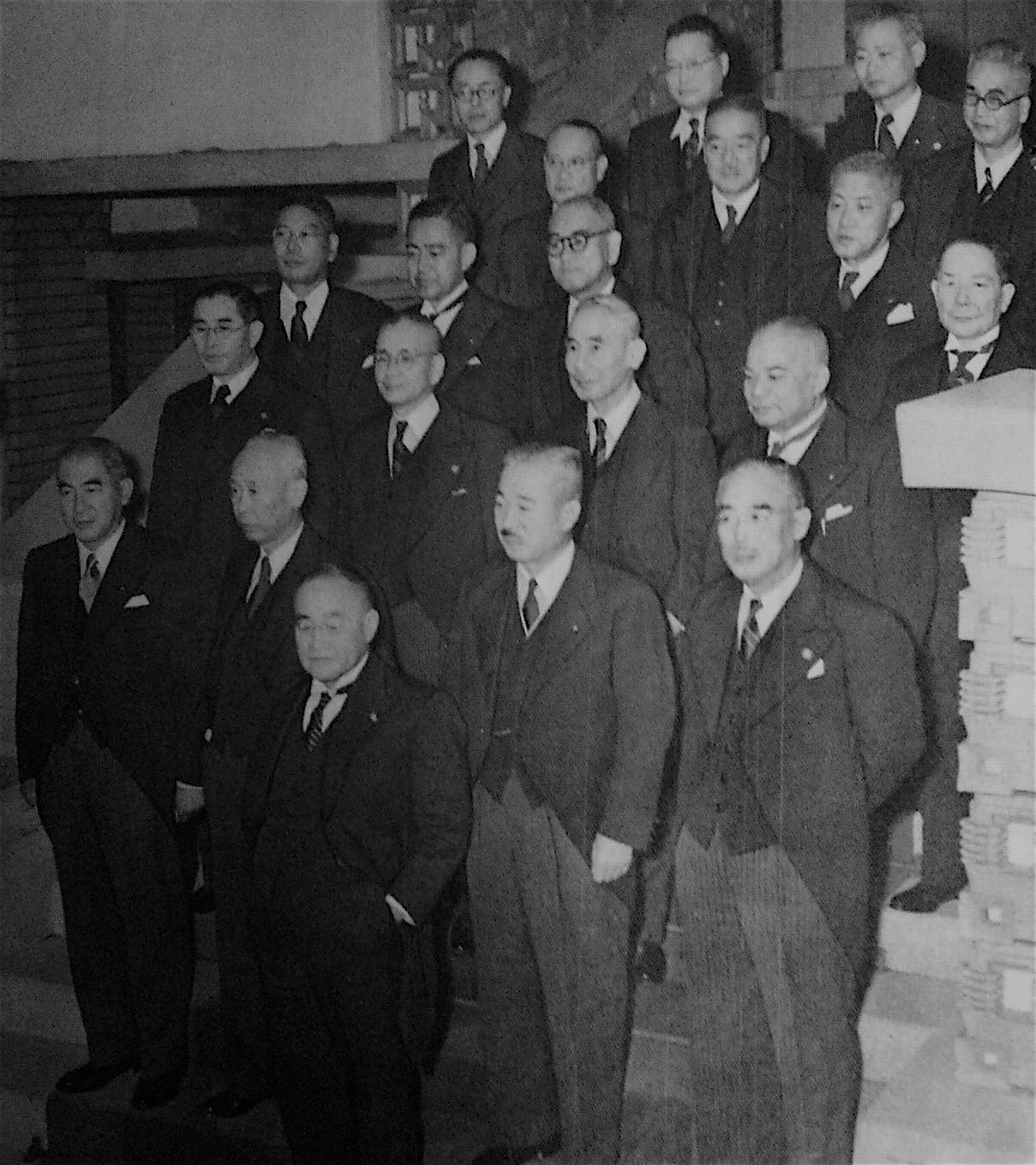
第4次吉田内閣

- 10月1日 - 第25回衆議院議員総選挙。
  - 自由党240議席、改進党85議席、右派社会党57議席、左派社会党54議席、労農党4議席、諸派7議席、無所属19議席。
- 10月23日 - 吉田・鳩山会談。首班指名選挙で吉田に投票することで合意。
- 10月24日
  - 第15特別国会召集（1953年3月14日解散）。
  - 鳩山派、自由党内に自由党民主化同盟（通称、鳩山民同。委員長、安藤正純）を結成。
- 10月30日
  - 首班指名選挙で吉田茂が内閣総理大臣に指名される。
  - 第4次吉田内閣成立。内閣官房長官に緒方竹虎。

### 11月

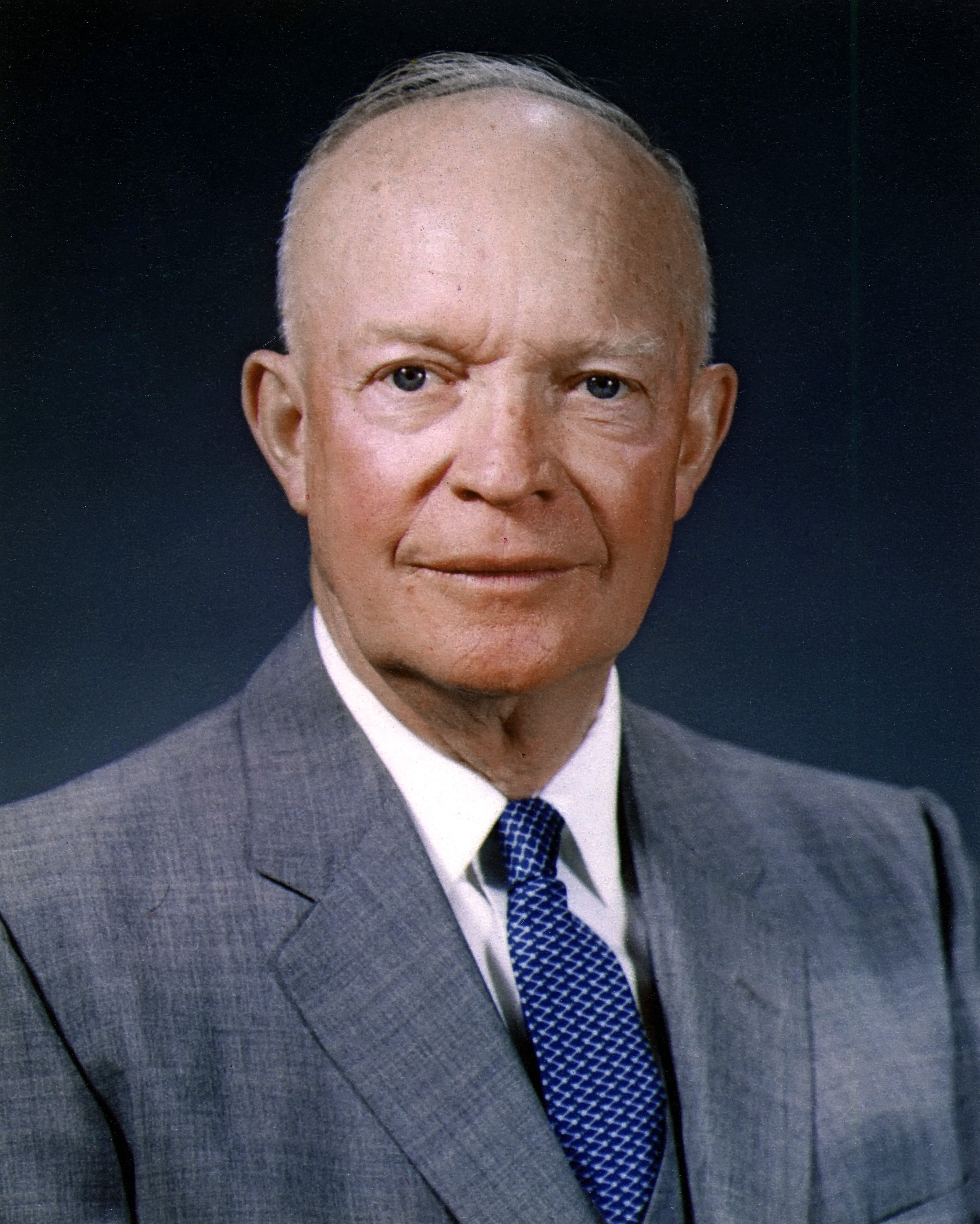
アイゼンハワーがアメリカ大統領に当選

- 11月4日 - アメリカ大統領選挙でドワイト・D・アイゼンハワーが勝利する。
- 11月10日 - 皇太子明仁親王、成年式。立太子礼が仮宮殿で行われる。吉田首相、奉答文で自らを「臣」と呼ぶ。
- 11月27日 - 池田勇人通産大臣、右派社会党の加藤勘十の「中小企業発言」の確認に対し「経済原則に違反して、不法投機した人間が倒産してもやむを得ない」と再発言。「中小企業の5人や10人倒産しても止むを得ない」という放言として問題化。
- 11月28日
  - 改進党、左右社会党、労農党、無所属など野党各党、池田通産相不信任案を提出。
  - 鳩山民同、衆議院本会議を欠席。
  - 池田通産相不信任案可決（日本国憲法下、最初の閣僚不信任案の成立）。
- 11月29日 - 池田通産相辞任。

### 12月
- 12月15日 - 吉田・三木会談。
- 12月16日
  - 自由党、河野一郎、石橋湛山の復党を承認。
  - 補正予算案、衆議院を通過。